# C.A.P. Turner
Claude Allen Porter Turner (* 4. Juli 1869 in Lincoln, Rhode Island; † 10. Januar 1955 in Columbus, Ohio) war ein US-amerikanischer Bauingenieur und Konstrukteur einiger bedeutender Bauwerke in den drei US-Bundesstaaten Iowa, Minnesota und Wisconsin im mittleren Westen der USA.

## Wirken

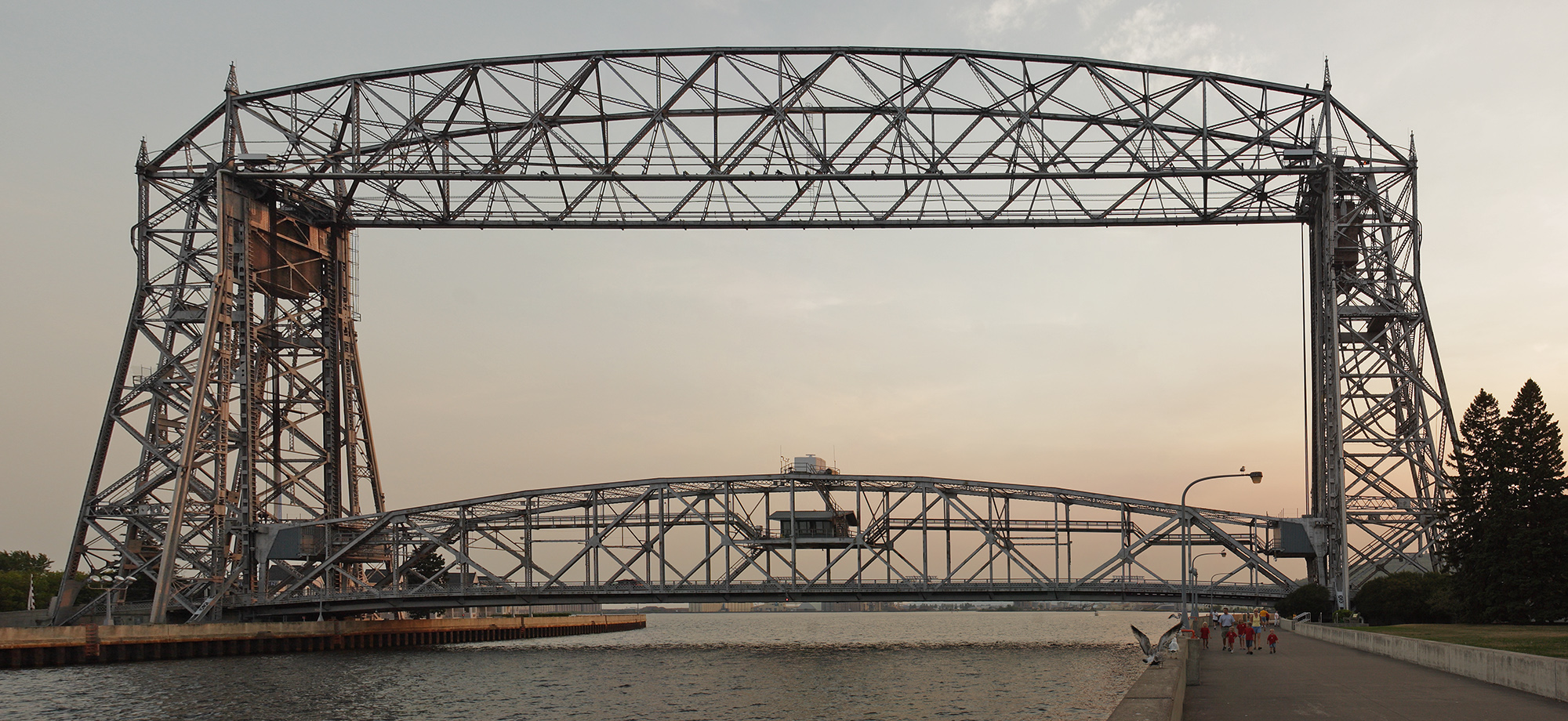
The Duluth Aerial Lift Bridge

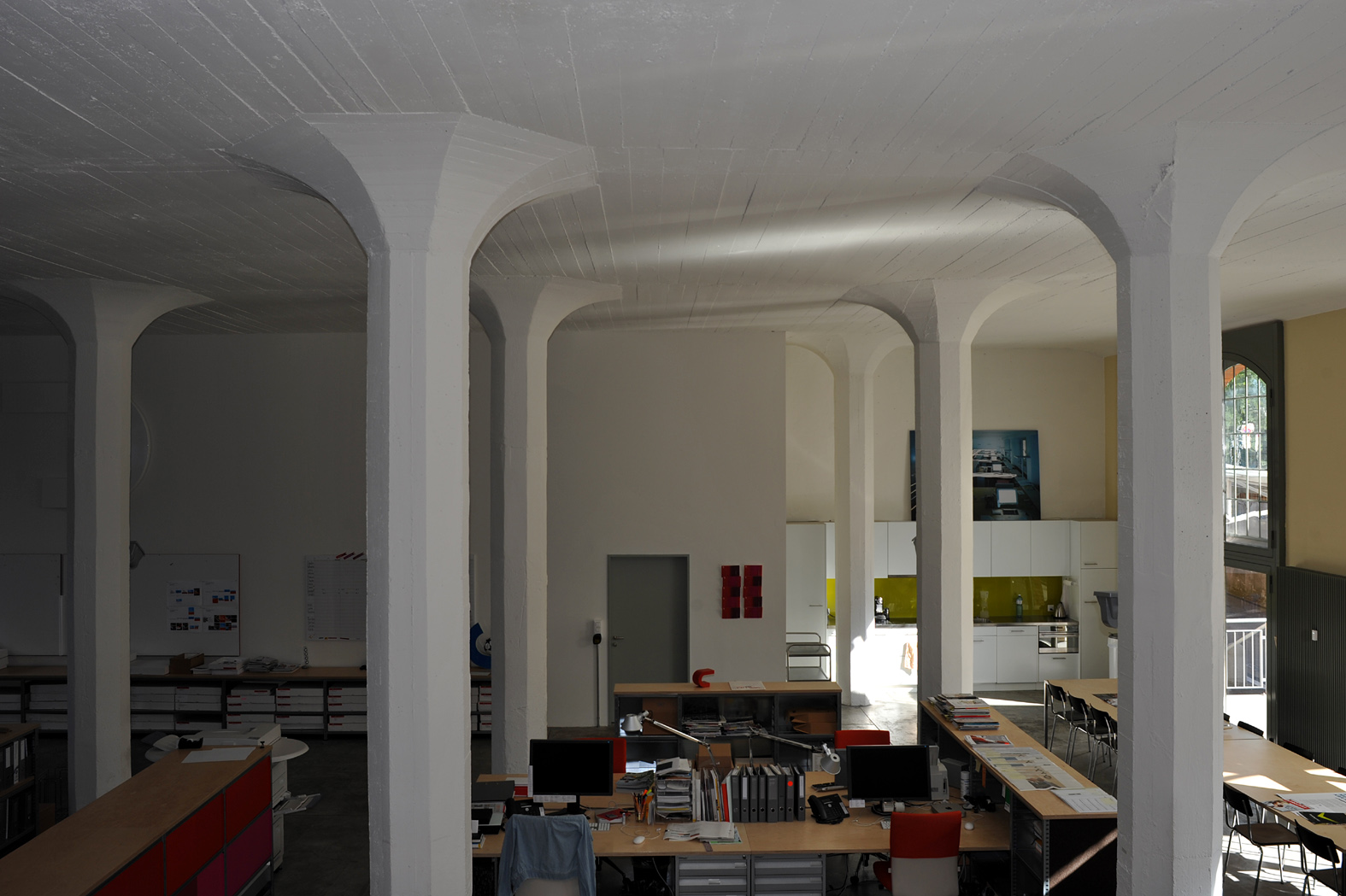
Pilzdecke (Flachdeckenträgersystem) im Lagerhaus Giesshübel in Zürich

Turner nahm an der Lehigh University in Bethlehem, Pennsylvania das Studium der Ingenieurwissenschaften auf, das er 1890 erfolgreich abschloss.
Nach seinem Studium arbeitete er für verschiedene Unternehmen im Osten der Vereinigten Staaten, bevor er 1897 nach Minneapolis, Minnesota wechselte und dort 1901 eine eigene Firma gründete. Am 11. Juni 1907 erhielt er ein Patent für ein von ihm entwickeltes innovatives, Flachdeckenträgersystem auf der Basis von Stahlbeton, genannt Turner-System, in den deutschsprachigen Ländern unter dem Namen Pilzdecke bekannt. Obwohl dieses Patent 1915 und 1916 zugunsten eines ähnlichen Patents des amerikanischen Ingenieurs O. W. Norcross ungültig wurde, verfügte Turner über ausländische Patente wie zum Beispiel auch bei Hugh Ralston Crawford (1876–1954) in Australien. Insgesamt ließ sich Turner während seiner Schaffensperiode rund 30 Patente lizenzieren.
Auswahl der bedeutendsten Bauwerke, an denen Turner beteiligt war:
- Das Marshall Building[2] (a.k.a. Hoffman Building) in Milwaukee, Wisconsin, 1906 (National Register of Historic Places).
- Das Lindeke-Warner Building, St. Paul, Minnesota, 1909 (erstes Gebäude, in dem das von Turner entwickelte Flachdeckenträgersystem (Pilzdecke) zur Anwendung gekommen ist.)[3]
- Die Soo Line High Bridge nördlich von Stillwater, Minnesota über den St. Croix River, 1911
- Die Mendota Bridge in der Metropolregion Minneapolis–Saint Paul, 1926
- Umbau der Aerial Lift Bridge in Duluth, Minnesota von einer Schwebefähre zu einer Hubbrücke, 1929[4]
- Die Liberty Memorial Bridge zwischen Bismarck und Mandan in North Dakota

Turner verhalf dem Stahlbeton in den USA im ersten Drittel des 20. Jahrhunderts endgültig zum Durchbruch. In seinem Alterswerk befasste er sich mit Fragen der Naturphilosophie, insbesondere den naturphilosophischen Grundlagen der Festigkeitslehre in Gestalt der Elastizitätstheorie, der Physik, der Chemie und der Kosmologie.

## Werke
- Concrete Steel Construction. Part 1. Farnham Printing and Stationary Company, Minneapolis 1909.
- Elasticity and strength of materials used in engineering construction. Section 1–3. Minneapolis 1922–1923.
- Natural philosophy of the science of physics: chemistry and engineering. Columbus OH 1947.
- Thermal mechanics of reaction and chemical combination, developing the energy if invisable atoms and molecules in elastic resistance and chemical combination. Columbus OH 1949.
- Thermal energy of heat vibration ist the cause of elastic and chemical reactions coordinating the physical properties of the elements. Columbus OH 1950.
- A research in natural phenomena of physics and engineering, chemistry and cosmology. Columbus OH 1951.